# 京都府道115号伏見港京都停車場線
京都府道115号伏見港京都停車場線（きょうとふどう115ごう ふしみこうきょうとていしゃじょうせん）は、京都府京都市伏見区から京都市下京区に至る一般府道である。

## 概要
京都市伏見区葭島金井戸町から京都市下京区東塩小路町に至る。別名、竹田街道、高倉通、塩小路通。
京都市伏見区肥後町 - 棒鼻交差点は、竹田街道が南行一方通行、旧京都市電伏見線の軌道跡地がこの府道の北行一方通行として利用されている。

### 路線データ
- 起点：京都市伏見区葭島金井戸町（竹田街道外環交差点、京都市道188号観月橋横大路線交点）
- 終点：京都市下京区東塩小路町（京都府道32号下鴨京都停車場線終点）

## 路線状況

### 別名
- 竹田街道
- 高倉通
- 塩小路通

### 重複区間
- 国道24号（京都市伏見区深草加賀屋敷町・深草加賀屋敷町交差点 - 京都市伏見区東九条柳下町・竹田街道十条交差点）

### 道路施設

#### 橋梁
- 京橋（京都市伏見区）
- 勧進橋（鴨川、京都市伏見区）

## 地理

### 通過する自治体
- 京都市（伏見区 - 南区 - 下京区）

### 交差する道路
| 交差する道路                                                                        | 市町村名 | 市町村名 | 交差する場所   | 交差する場所              |
| ----------------------------------------------------------------------------------- | -------- | -------- | -------------- | ------------------------- |
| 京都市道188号観月橋横大路線 / 京都外環状線                                          | 京都市   | 伏見区   | 葭島金井戸町   | 竹田街道外環交差点 / 起点 |
| 京都府道124号三栖向納所線                                                           | 京都市   | 伏見区   | 東浜南町       |                           |
| 滋賀県道・京都府道35号大津淀線 京都府道・大阪府道79号伏見柳谷高槻線 / 大手筋通 重複 | 京都市   | 伏見区   | 西大手町       | 竹田街道大手筋交差点      |
| 京都府道202号伏見向日線 / 津知橋通                                                  | 京都市   | 伏見区   | 上神泉苑町     | [ 注釈 1 ]                |
| 京都府道202号伏見向日線 / 津知橋通                                                  | 京都市   | 伏見区   | 鳥羽町         | [ 注釈 2 ]                |
| 国道24号 重複区間起点                                                               | 京都市   | 伏見区   | 深草加賀屋敷町 | 深草加賀屋敷町交差点      |
| 京都府道68号南インター竹田線                                                        | 京都市   | 伏見区   | 竹田中川原町   |                           |
| 京都府道201号中山稲荷線                                                             | 京都市   | 伏見区   | 竹田久保町     | 竹田久保町交差点          |
| 国道24号 重複区間終点 京都市道181号京都環状線 / 十条通                              | 京都市   | 南区     | 東九条柳下町   | 竹田街道十条交差点        |
| 京都府道143号四ノ宮四ツ塚線 / 九条通                                                | 京都市   | 南区     | 東九条中御霊町 | 大石橋交差点              |
| 京都府道32号下鴨京都停車場線 / 烏丸通                                               | 京都市   | 下京区   | 東塩小路町     | 終点                      |

### 交差する鉄道
- 近鉄京都線
- 東海道新幹線
- 東海道本線

### 沿線
- 京都府立伏見港公園
- 京阪本線、京阪宇治線 中書島駅
- 京都西大手筋郵便局
- 京都大橋総合病院
- 京都信用金庫 伏見支店
- 京都中央信用金庫 大手筋支店
- 三菱UFJ銀行 伏見支店
- 月桂冠昭和蔵
- 京都中央信用金庫 伏見支店
- 京都市改進保育所
- 京都中央信用金庫 竹田支店
- 京都市営地下鉄烏丸線
  - 十条駅 - 九条駅
- 京都銀行 伏見支店
- 京都市立陶化小学校
- 京都市南図書館
- 京都市立洛南幼稚園
- 京都市立山王小学校
- 京都市水道局・下水道局本庁舎
- アバンティビル（ホテル京阪京都）
- 高倉跨線橋
- JR東海東海道新幹線・JR西日本東海道本線・湖西線・嵯峨野線・奈良線・琵琶湖線・近畿京都線・京都市営地下鉄烏丸線 京都駅
- ジェイアール京都伊勢丹
- 京都タワー
- 京都ヨドバシ